# Walki o Guadalcanal
Walki o Guadalcanal – ciąg działań wojennych prowadzonych na lądzie, w powietrzu i na morzu, głównie w rejonie wyspy Guadalcanal, będący rezultatem operacji Watchtower - pierwszego etapu amerykańskiej kampanii na Wyspach Salomona. Trwające od 7 sierpnia 1942 do 8 lutego 1943 walki były najdłuższą kampanią wojny na Pacyfiku i początkiem amerykańskiej kontrofensywy w trwającej od ośmiu miesięcy wojnie z Japonią. Jedna z najbardziej krwawych i zaciętych kampanii wojennych w przekroju całej wojny na Pacyfiku.
Punktem ciężkości walk było lotnisko na wyspie Guadalcanal w archipelagu Wysp Salomona, które zostało zbudowane przez wojska japońskie po zdobyciu przez nie wyspy. Strategicznie położone lotnisko na Guadalcanalu, umożliwiało japońskiemu lotnictwu kontrolę nad całym regionem, w tym przede wszystkim nad amerykańskimi liniami zaopatrzeniowymi do Australii.
Amerykańska operacja lądowania na wyspie Guadalcanal i zdobycie przemianowanego przez Amerykanów na Henderson Field lotniska, zapoczątkowały wielomiesięczny okres obustronnie krwawych walk lądowych oraz powietrznych i morskich, z największymi bitwami morskimi i powietrzno-morskimi – w tym bitwami koło wyspy Savo, koło wschodnich Wysp Salomona, pod Santa Cruz oraz pod Tassafarongą – na czele. Wielokrotnie powtarzane japońskie uderzenia lądowe na broniącą się w tropikalnych warunkach na Henderson Field 1 Dywizję Piechoty Morskiej, były krwawo odpierane przez pozbawionych dostaw zaopatrzenia marines, podobnie jak niepowodzeniem kończyły się japońskie próby zaopatrzenia walczących na wyspie oddziałów japońskich.
W bitwach zespołów okrętów koło wschodnich Wysp Salomona i pod Santa Cruz, japońska marynarka wojenna straciła resztę uszczuplonego kilka miesięcy wcześniej w bitwie pod Midway korpusu najbardziej doświadczonych pilotów pokładowych, United States Navy zaś lotniskowiec USS „Hornet” (CV-8). W szeregu nocnych i dziennych ataków w trakcie kampanii, zatopione zostały także lotniskowiec USS „Wasp” (CV-7), japoński pancernik „Hiei”, krążownik liniowy „Kirishima” oraz duża liczba innych krążowników, niszczycieli i innych jednostek. Parokrotnie uszkodzony został amerykański lotniskowiec USS „Enterprise” (CV-6), uszkodzenia otrzymały także lotniskowce japońskie. Z powodu dużej liczby jednostek zatopionych w wodach między wyspami Guadalcanal, Savo i Florida, cieśnina ta została nazwana Ironbottom Sound (Cieśniną Żelaznego Dna)
Kampania zakończona została w lutym 1943 roku ewakuacją japońskich oddziałów z Gudalcanalu. Z uwagi na zaciętość i krwawość walk, kampania ta już w trakcie wojny uzyskała miano meat grinder (maszyna do mielenia mięsa), zaś w krwawych bitwach powietrzno-morskich, japońska marynarka straciła resztę korpusu najbardziej doświadczonych i najlepiej wyszkolonych pilotów pokładowych.

## Tło walk
Celem wykorzystania zwycięstwa pod Midway, zdając sobie sprawę ze strategicznego znaczenia czasu i potrzeby niepozwolenia Japonii na odzyskanie utraconej pod Midway inicjatywy strategicznej, admirał Ernest King planował rozpoczęcie 1 sierpnia ofensywy, którą zapoczątkować miała pierwsza duża aliancka operacja desantowa wojny. Operacja której nadano nazwę „Pestilence”, miała zostać podzielona na trzy etapy. W pierwszym z nich, Task One, opanowane miały być wyspy Tulagi i Santa Cruz, w etapie drugim – Task Two – zajęte miały być wyspy Lae, Salamaua i północno-wschodnie wybrzeże Nowej Gwinei, Task Three natomiast, obejmował atak na Rabaul i sąsiadujące pozycje japońskie w obszarze Nowej Brytanii i Nowej Irlandii. 24 czerwca admirał King polecił dowódcy Floty Pacyfiku admirałowi Chesterowi Nimitzowi opracowanie planu Task One – opanowania Tulagi i pobliskich wysp, w tym Santa Cruz. Wśród planowanych do zajęcia wysp na Salomonach, nie było jednak największej z nich, Guadalcanalu.

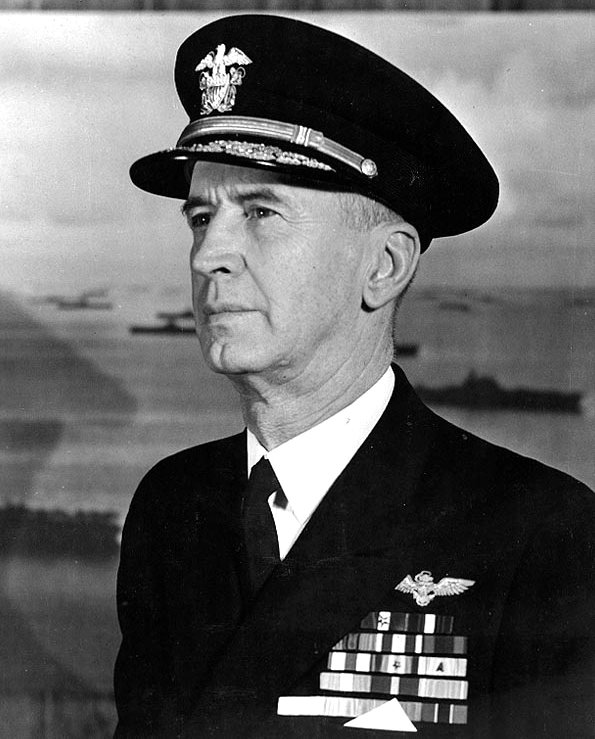
Adm. Ernest King był inicjatorem i głównym architektem pierwszej ofensywy amerykańskiej na Pacyfiku

Taki podział zadań naruszał kompetencje terytorialne generała Douglasa MacArthura jako dowódcy południowo-zachodniego teatru działań. Tulagi i Santa Cruz bowiem leżały w jego obszarze odpowiedzialności, toteż w celu ich wykonania MacArthur musiałby zrzec się na rzecz Nimitza około 1° długości geograficznej. Bez uzyskania formalnej zgody na to ze strony Kolegium Połączonych Szefów Sztabów, adm. King uzgodnił taką zmianę z dowódcą United States Army generałem George’em Marshallem, dodając jednocześnie w zamian do Task Two pozostałą część Wysp Salomona. Ze swojej strony MacArthur zaakceptował wymianę, zaoferował też podległą sobie część okrętów US Navy dla działań w ramach Task One – które, jako część operacji Pestilence, uzyskały kryptonim Watchtower.
Dopiero 3 lipca admirał Richmond Turner zaproponował dodanie do listy celów Guadalcanalu, dwa dni później zaś wywiad poinformował, że Japończycy umieścili na wyspie oddział inżynieryjny, celem budowy tam lotniska. W tym samym dniu na spotkaniu admirała Kinga z generałem Marshallem czasowo usunięto Santa Cruz z listy celów Task One, zastępując je Guadalcanalem. Ustalono również wówczas, że na Guadalcanalu wyląduje najsilniejsza, i jedna z jedynie dwóch dywizji korpusu piechoty morskiej; 1 Dywizja Marines. Nowemu celowi desantu, nadano kryptonim Cactus.
W amerykańskim dowództwie na obszar południowego Pacyfiku (COMSOPAC) panowało przekonanie, że Japończycy, po opanowaniu wysp Marshalla i Gilberta, a następnie Wysp Salomona, mogą wkrótce sięgnąć po Santa Cruz, Nowe Hebrydy, a w końcu Fidżi i Samoa, skutecznie przecinając linie komunikacyjne USA z Australią i Nową Zelandią. Japońska przegrana w bitwie pod Midway spowodowała najpierw opóźnienie, a później całkowite odwołanie operacji japońskich na wschód od Australii, jednak 13 czerwca 1942 roku japońskie dowództwo zdecydowało o budowie lotniska na północnym brzegu Guadalcanalu. 6 lipca duży konwój japoński złożony z 12 statków przybił do Lunga Point na Guadalcanalu, wyładowując dwie jednostki inżynieryjne oraz pracowników cywilnych. Ich zadaniem było wybudowanie do końca sierpnia nowego lotniska, z którego mogłyby operować japońskie samoloty rozpoznawcze i bombowe, te zaś mogłyby zagrozić stąd amerykańskim liniom zaopatrzeniowym do Australii.
Ze strony japońskiej Wyspy Salomona posiadały ogromne znaczenie dla zwycięskiego zakończenia walk na Nowej Gwinei, co miało w przyszłości otworzyć drogę do inwazji na południe i południowy wschód. Należy dodać, że w planach Sztabu Imperialnego Japonii sam Guadalcanal odgrywał rolę pomocniczą – jako kolejny „niezatapialny lotniskowiec” na trasie kolejnych podbojów, nie był natomiast pozycją kluczową, w odróżnieniu od Amerykanów, którzy tu właśnie upatrywali początek swojej kontrofensywy. Planiści amerykańscy słusznie zakładali, że uderzenie na Guadalcanal będzie zaskoczeniem dla Japończyków pewnych, że Alianci będą bronić bezpośrednich podejść do Australii, a więc przede wszystkim Nowej Gwinei. Dlatego też zlekceważyli pierwsze doniesienia wywiadu informujące o flotylli desantowej zmierzającej ku wyspie. Co więcej – uznali, że amerykańska „napaść” będzie doskonałą okazją do zniszczenia słabej floty amerykańskiej w przeddzień generalnego ataku na wschodnie połacie Nowej Gwinei. W ich rozumieniu rajd na Guadalcanal miał być nic nie znaczącą demonstracją, mającą zapobiec generalnemu atakowi sił generała Hyakutake.
Dla Amerykanów natomiast desant na Guadalcanalu miał znaczenie priorytetowe. Chodziło nie tylko o osiągnięcia terenowe, ale zwłaszcza o wypróbowanie nowych – dotąd niestosowanych – środków walki (przede wszystkim pojazdów amfibijnych wielu typów, ale także nowych granatów, miotaczy płomieni, ładunków wybuchowych itp.) i nowej taktyki walk w podzwrotnikowej dżungli, gdzie temperatura nie spada poniżej 28 stopni Celsjusza, a wilgotność sięga 90 procent. Testowano nie tylko broń, ale również mundury, racje żywnościowe i medykamenty. Guadalcanal był – w pewnym sensie – polem doświadczalnym przed przyszłymi kampaniami na Pacyfiku.

## Desant amerykański

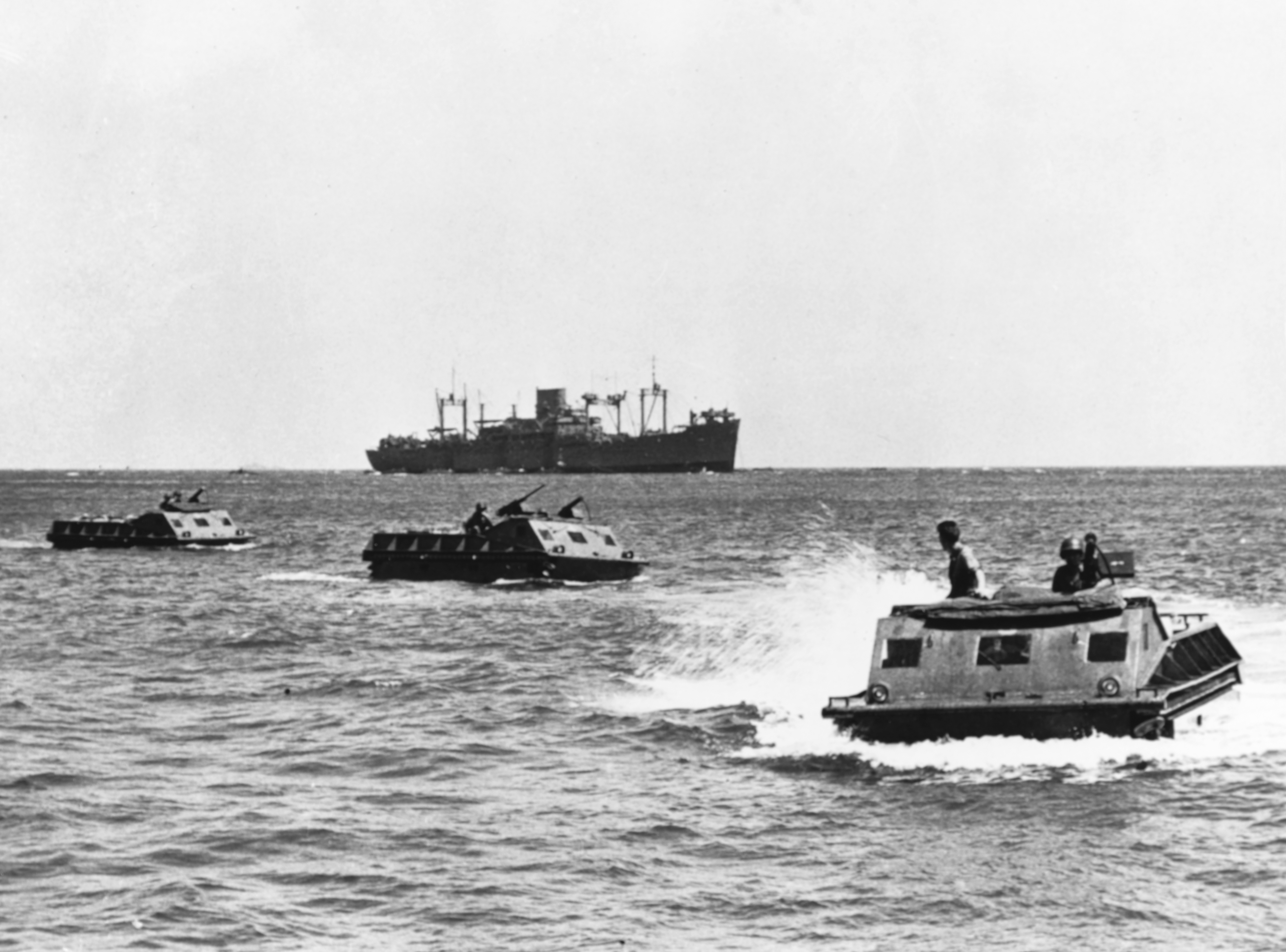
Lądowanie na wyspie; pojazdy amfibijne LVT(1) zbliżają się do plaży; w głębi transportowiec floty USS President Hayes

14 czerwca 1942 roku do portu Wellington na Nowej Zelandii zawinęły statki wiozące pierwszy rzut 1 Dywizji Piechoty Morskiej pod dowództwem generała Aleksandra Vandegrifta. Dywizja była zupełnie świeża, chociaż spora część kadry dowódczej pamiętała jeszcze czasy amerykańskiego Korpusu Ekspedycyjnego z lat I wojny światowej. Żołnierze spodziewali się, że nie ruszą do walki wcześniej niż w styczniu 1943 roku, ćwicząc i szkoląc się na plażach Nowej Zelandii. Tymczasem już po miesiącu przyszły rozkazy zaokrętowania i wyjścia w morze.

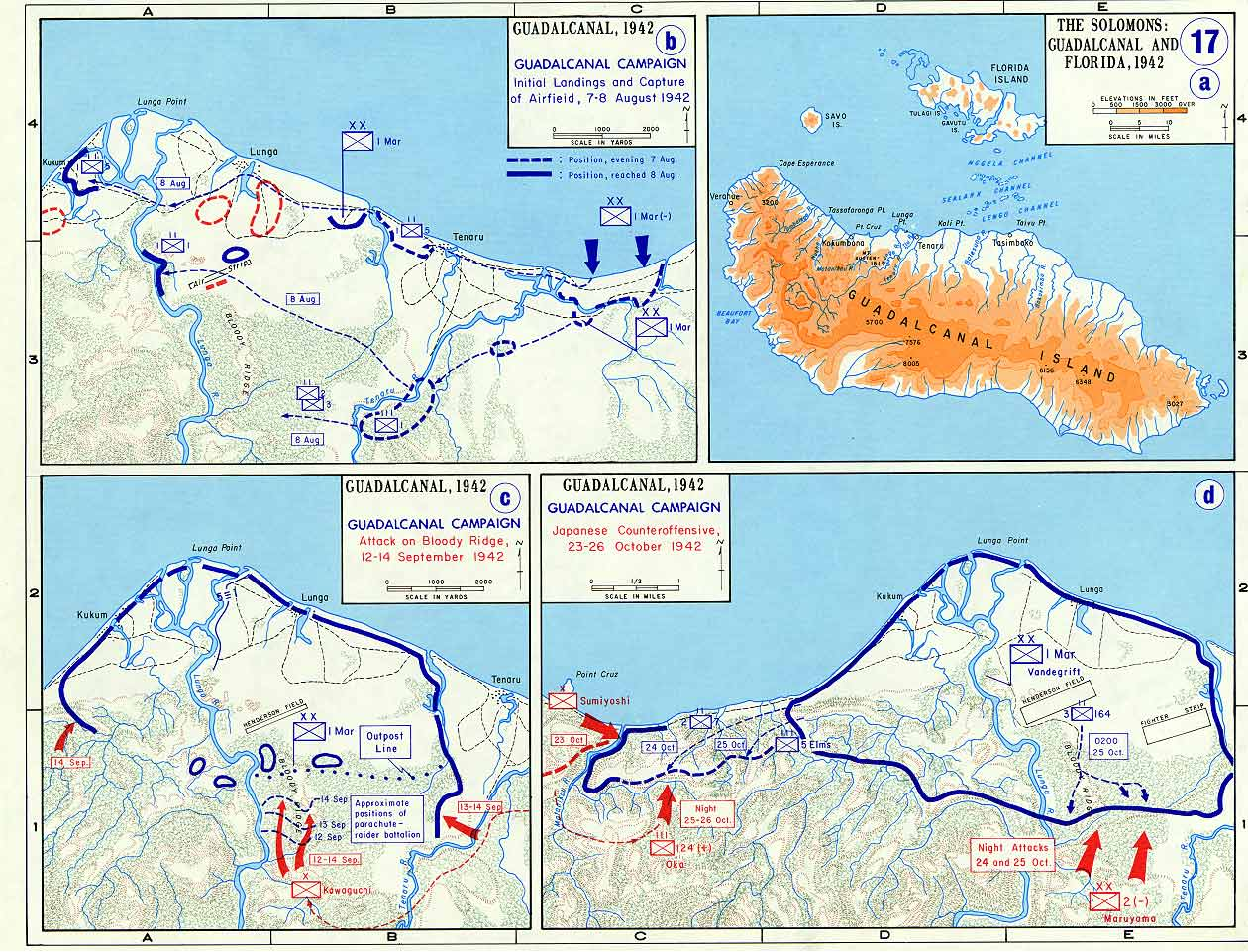
Mapa walk: a/ plan ogólny Guadalcanalu i pobliskich wysp; b/ lądowanie i zajęcie lotniska 7–8 sierpnia 1942; c/ walki o „Bloody Ridge” 12–14 września 1942; d/ japońskie kontruderzenie 23–26 października 1942

62. Grupa Zadaniowa (ang. Task Force 62) kontradmirała Richmonda Turnera, niosąca 1 Dywizji Piechoty Morskiej ku Guadalcanal i Tulagi, składała się z 19 transportowców i 4 niszczycieli, również wyładowanych wojskiem. Towarzyszyło im 5 statków z zaopatrzeniem oraz 8 krążowników, 14 niszczycieli i 5 trałowców. Z pewnej odległości wsparcia udzielała grupa 3 lotniskowców – USS „Saratoga”, „Enterprise” i „Wasp” – wraz z pancernikiem USS „North Carolina” i osłoną złożoną z kilku krążowników i niszczycieli. Obszar patrolowało też kilka okrętów podwodnych.
W nocy 7 sierpnia 1942 roku siły inwazyjne podeszły pod wysepkę Savo i tu rozdzieliły się – większa grupa (nazwa kodowa X-RAY), pod dowództwem gen. Vandegrifta skierowała się w stronę Guadalcanalu, podczas gdy mniejsza (Y-OKE), dowodzona przez gen. Williama Rupertusa (zastępca dowódcy dywizji), skierowała się ku wysepkom Florida, Tulagi, Gavutu i Tanambogo. Lądowania odbyły się pomiędzy 7.00 a 8.00 rano i były poprzedzone bombardowaniem z morza i powietrza.
Małe wysepki zostały zajęte w ciągu dwóch dni i do wieczora 9 sierpnia opór już w zasadzie nie istniał. Tymczasem siły lądujące na Guadalcanal („Plaża Czerwona”, ok. 5800 m na wschód od Przylądka Lunga) miały plan następujący: 5 Pułk Piechoty Morskiej będzie posuwał się na wschód i zachód wzdłuż wybrzeża dla zabezpieczenia skrzydeł, natomiast 1 Pułk Piechoty Morskiej ruszy na południe w głąb lądu i – zajmując przybrzeżne lotnisko japońskie – dotrze przez dżunglę do trawiastego Wzgórza Austen, położonego niezbyt daleko od wybrzeża. Dane dostarczone przez wywiad okazały się mało precyzyjne – Austen było nie wzgórzem, a odległym walnym pasmem wzgórz (do 516 m n.p.m.), o których zdobycie marines mogli pokusić się dopiero za parę miesięcy. Pozostało więc umocnić płytki przyczółek i ściągnąć z plaż w głąb lądu znaczne ilości zaopatrzenia. Tymczasem po południu nastąpiły dwa ataki z powietrza: najpierw zaatakowało 18 dwusilnikowych bombowców Kawanishi (dwa zestrzelono), a wkrótce potem grupa bombowców Aichi, którą również odparto, ale uszkodzony został niszczyciel USS „Mugford”.
Następnego dnia, przy niewielkim oporze, zajęte zostało znajdujące się na ukończeniu lądowisko zaczęło służyć Amerykanom. Wraz z lotniskiem dostały się w ręce marines duże zapasy żywności, broni, amunicji, samochodów ciężarowych i innego sprzętu. Obszar został zabezpieczony i nadawał się do obrony przed atakiem, który musiał wkrótce nadejść.
W chwili planowania ataku dowództwo amerykańskie było przekonane, że siły japońskie na Guadalcanal liczą około 8 tysięcy ludzi. W rzeczywistości było ich ponad 15 tysięcy.

## Henderson Field

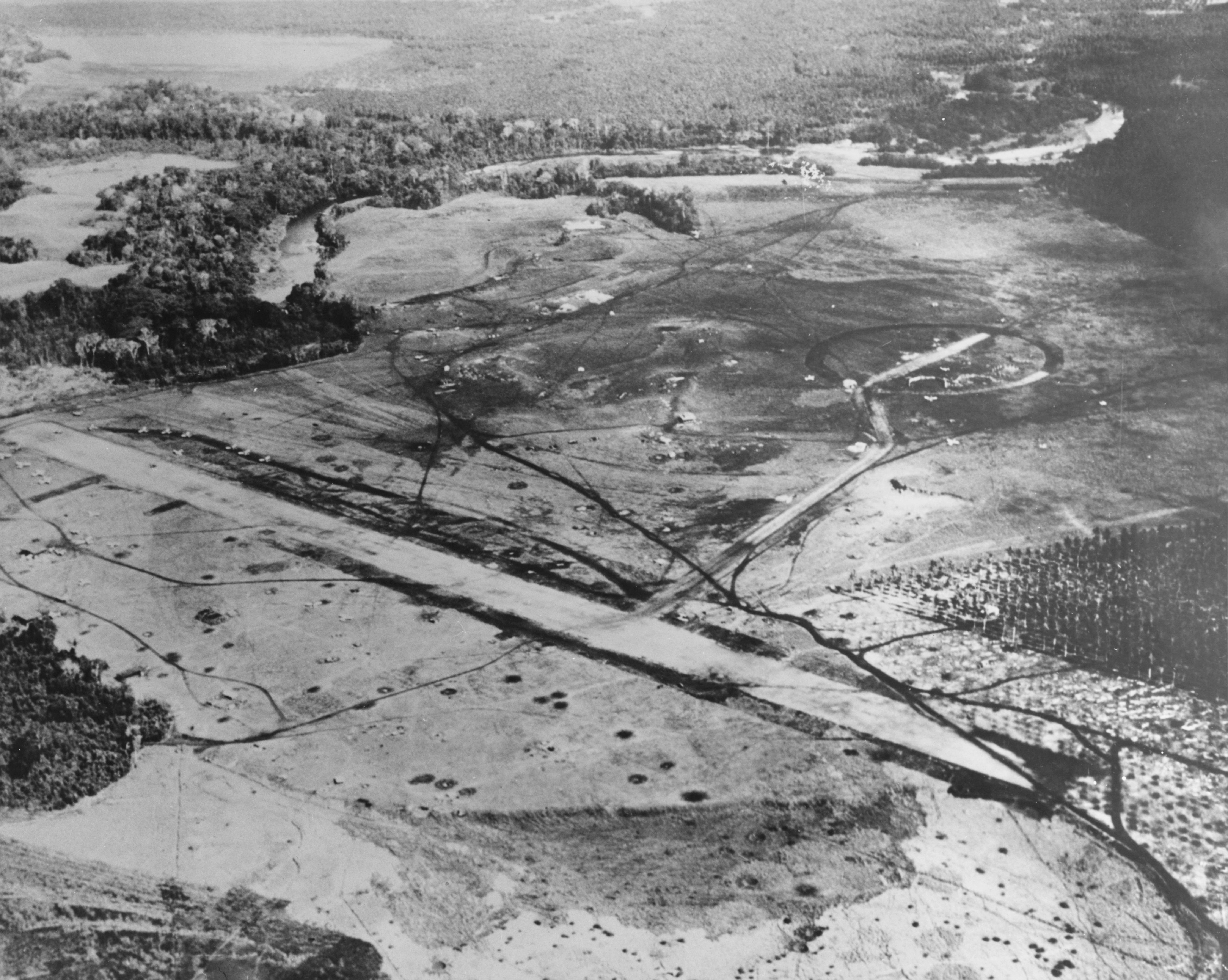
Henderson Field wkrótce po uruchomieniu pod koniec sierpnia 1942 roku

Osią i punktem ciężkości sześciomiesięcznej kampanii o Guadalcanal było zajęte przez żołnierzy amerykańskich lądowisko, które zostało po jego ukończeniu nazwane przez marines Henderson Field; na cześć poległego w bitwie pod Midway majora Loftona Hendersona. Budowanie m.in. przez filipińskich niewolników nieukończone lotnisko, zostało porzucone przez uciekających do dżungli po amerykańskim desancie japońskich żółnierzy, którzy oprócz zapasów pozostawili na nim także maszyny inżynieryjne, które zostały wykorzystane przez marines do jego ukończonia. Po wylądowaniu 21 sieprnia na lądowisku dostarczonych przez lotniskowiec USS „Long Island” (CVE-1) pierwszych amerykańskich samolotów, Henderson Field zaczęło odgrywac kluczową rolę w uniemożliwianiu Japonii dostaw żołnierzy i zaopatrzenia na wyspę. Operując bowiem z wyspy, lotnictwo marines oraz marynarki amerykańskiej, zwalczało japońskie konwoje z zaopatrzeniem oraz uniemożliwiało rozładunek statków którym udało sie dobić do Guadalcanalu. Już też następnego dnia po przylocie, amerykańskie samoloty wzieły udział w zakończonej całkowitą likwidacją oddziału płk. Kiyanao Ichiki lądowej bitwie nad Alligator Creek.

## Pierwsze walki na wyspie

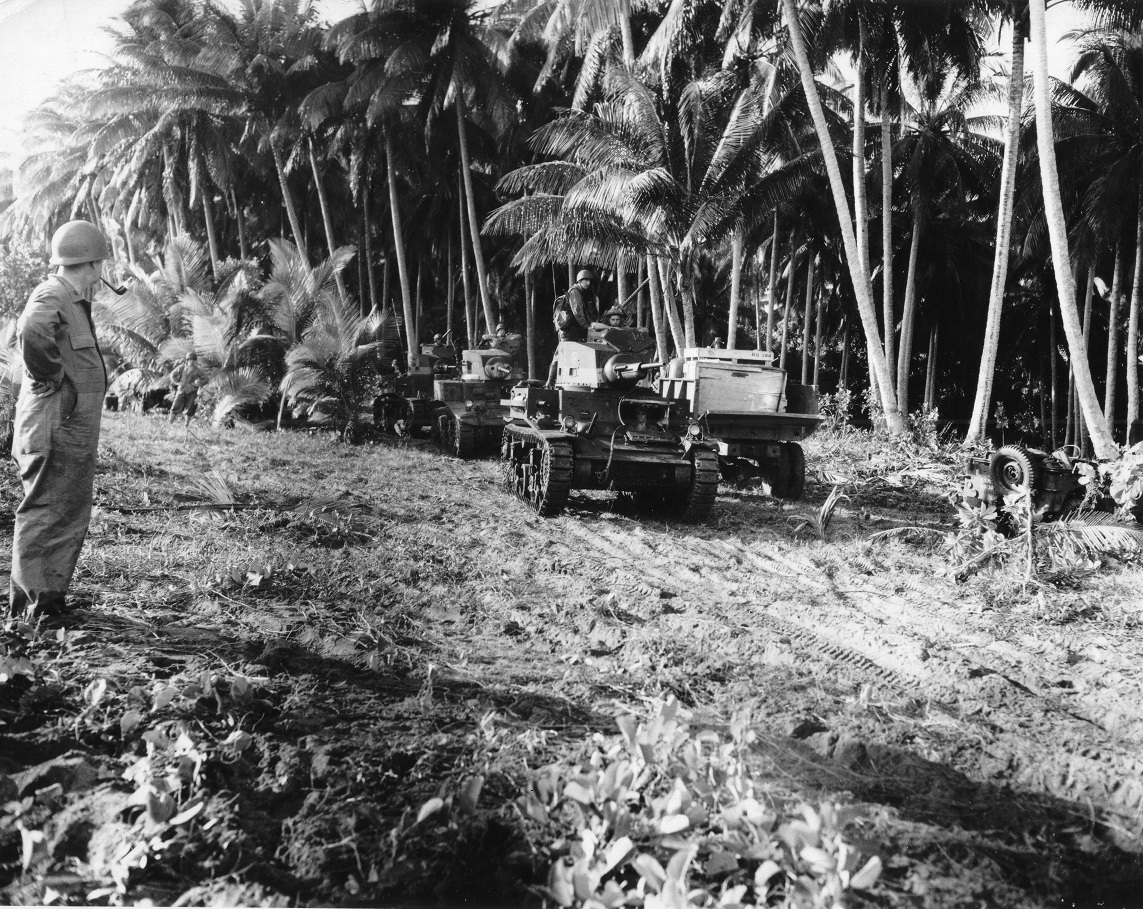
Amerykańskie lekkie czołgi M3 w akcji

Zdobywszy niemal bez oporu Lotnisko Hendersona, Amerykanie byli przekonani, że zaskoczyli Japończyków. Znacznie później (w początkach listopada 1942 roku) wywiad amerykański rozszyfrował depesze nieprzyjaciela, z których wynikało, że dowódcy japońscy wiedzieli o zbliżaniu się armady, ale uznali, że jest to tylko „piracki rajd”, więc nakazali swym wojskom na wyspie cofnięcie się głęboko w dżunglę celem przeczekania ataku. Gdy zorientowali się, że to ofensywa na pełną skalę, było już za późno. Marines umocnili się w terenie, a dostarczony w końcu ciężki sprzęt i samoloty bojowe z Nowej Kaledonii pozwoliły nie tylko bronić się, ale nawet zadawać ciężkie straty i iść naprzód. Pomógł im w tym – niezamierzenie – generał Harukichi Hyakutake, głównodowodzący XVII Armii japońskiej, który był przekonany, że jego nadrzędnym zadaniem jest zdobycie Nowej Gwinei, więc Guadalcanal traktował jako cel drugorzędny prawie do końca kampanii.
Pierwszy patrol marines, wysłany 12 sierpnia wzdłuż brzegu wyspy na zachód celem rozpoznania pozycji japońskich, został doszczętnie rozbity koło przylądka Cruz (ocalało trzech z 23 ludzi). Posłane natychmiast posiłki nie znalazły nawet miejsca starcia i wróciły na przyczółek. Drugi patrol, skierowany na zachód, dotarł do tubylczej wioski Tenaru, gdzie nastąpiło spotkanie z oficerem brytyjskim, kpt. Martinem Clemensem, jednym z licznych „obserwatorów wybrzeża” (ang.: Coastwatchers), który okazał się niezwykle pomocny – w krótkim czasie zorganizował oddział tubylczych zwiadowców, dostarczających do końca kampanii wielu ważnych dla marines informacji.
19 sierpnia kolejny silny patrol ruszył w stronę Przylądka Koli, gdzie stoczył bitwę z Japończykami, zabijając 31 spośród nich. Inny patrol ruszył ku ujściu rzeki Matanikau, gdzie zniszczono japońską placówkę i obsadzono wysoki brzeg koło ujścia. Następnego dnia na Lotnisku Hendersona wylądowały pierwsze dywizjony bombowców nurkujących Douglas SBD Dauntless i myśliwców Grumman F4F Wildcat. Wojska amerykańskie były więc gotowe i do obrony, i do ataku.
Pierwsza większa bitwa stoczona została w pobliżu ujścia rzeki Tenaru, gdzie niespodziewających się zupełnie oporu 900 ludzi płka Ichikiego dostało się pod zmasowany ogień przygotowanych Amerykanów. Stało się to możliwe dzięki odwadze sierż. Jacoba Vouzy z podległej Brytyjczykom Policji Tubylczej Wysp Salomona, który, schwytany i torturowany przez Japończyków, zdołał uciec, doczołgać się do pozycji amerykańskich i ostrzec, że nieprzyjaciel rusza do ataku. Maszerująca plażą kolumna japońska natrafiła u ujścia Tenaru na zaporę z drutu kolczastego i stanęła zdezorientowana. W tym momencie marines otworzyli ogień, dziesiątkując pierwsze szeregi wroga. Przez kilka następnych godzin płk Ichiki rzucał swoich żołnierzy do ataków na bagnety falę za falą, ale wszystkie zostały odparte. Nie powiodło się obejście pozycji amerykańskich ani od strony dżungli, ani przybrzeżną płycizną, gdzie zginął sam Ichiki. Dzieła zniszczenia dokonały przybyłe wkrótce czołgi i samoloty. Straty japońskie wyniosły 800 zabitych i 100 jeńców; straty amerykańskie – 34 zabitych i 75 rannych.
Ostatnia bitwa o ujście Matanikau, stoczona w dniach 24 sierpnia – 7 września, również nie przyniosła rozstrzygnięcia, ale Amerykanie na tyle umocnili się na Guadalcanalu, że następne działania można już było nazwać rozpoczęciem akcji oczyszczającej na wyspie.

## Kontruderzenia japońskie
Pod koniec sierpnia 1942 roku tubylcy zawiadomili Amerykanów, że 200-300 Japończyków fortyfikuje wioskę Tasimboko, położoną około 12 km na wschód od przylądka Lunga. Na początku września miało znajdować się tam już kilka tysięcy. Wywiad amerykański nie dał wiary tym doniesieniom, ale gen. Vandegrift postanowił dokonać rozpoznania siłami batalionu uderzeniowego wzmocnionego batalionem spadochroniarzy. Desant od strony morza dotarł do Tasimboko o świcie 8 września, natrafił na znaczne siły japońskie i zmuszony został do odwrotu. Napotkane siły japońskie stanowiły elementy brygady uderzeniowej gen. Kiyotaki Kawaguchiego, która przygotowywała atak na pozycje amerykańskie od południa, gdzie wznosił się łańcuch porośniętych wysoką trawą wzgórz.
12 września gen. Kawaguchi przystąpił do ataku, który miał na celu odebranie Lotniska Hendersona i zepchnięcie Amerykanów do morza. Bitwa, która znalazła się w annałach 1 Dywizji Piechoty Morskiej jako The Battle of Bloody Ridge (bitwa o Krwawy Grzbiet w paśmie Austen), składała się z trzech oddzielnych starć: główne siły japońskie uderzały z podstaw wyjściowych w dżungli, a ich celem było pasmo wzgórz na południe od lotniska; dwa pozostałe uderzenia szły ze wschodu i zachodu na pozycje obronne przyczółka. Ataki były nieskoordynowane w czasie i – choć przeprowadzane ze zwykłą u Japończyków pogardą śmierci – w ogniu dział, czołgów, broni stromotorowej i miotaczy płomieni musiały się załamać. Tylko w bitwie o Bloody Ridge Kawaguchi stracił ponad 600 zabitych wobec 31 zabitych i 103 rannych marines.

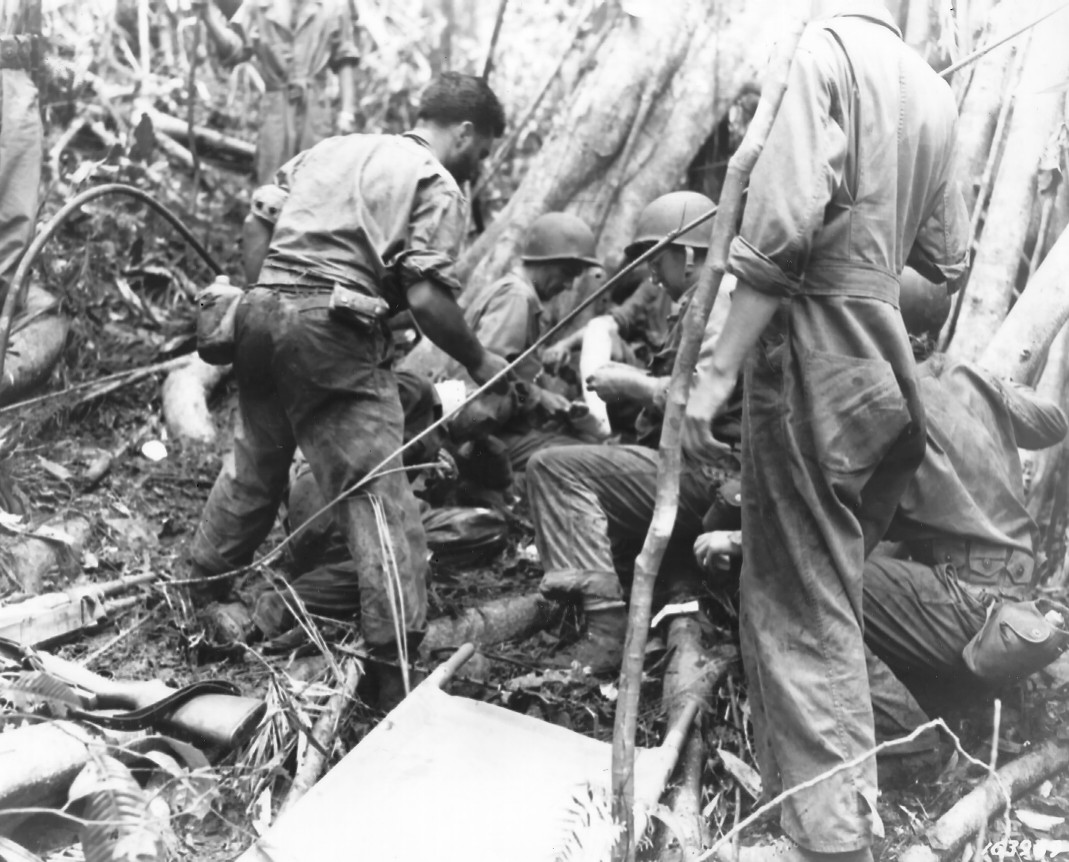
Opatrywanie rannych po ataku japońskim

W dniach 14 i 15 października Japończycy przeprowadzili bombardowanie z morza (dwa pancerniki), lądu (armaty 150 mm z okolic wioski-bazy Kokumbona) i powietrza, co doprowadziło do całkowitego unieruchomienia pasa startowego i zniszczenia większości samolotów. Pod tą osłoną gen. Hyakutake rozpoczął wyładowywanie wojsk na przylądku Tassafaronga. I chociaż samoloty amerykańskie zatopiły dwa transportowce i niszczyciel, zmuszając okręty japońskie do wycofania się, na wyspie znalazło się 3-4 tysięcy żołnierzy i około 80% przywiezionego zaopatrzenia.
Hyakutake był do tego stopnia przekonany, że zwycięstwo ma w kieszeni, że posłał generałowi Vandegriftowi propozycję kapitulacji. Odpowiedzi nie otrzymał.
Plan uderzenia zakładał, że siły główne generała Maruyamy uderzą 22 października na Bloody Ridge, wzmocnione siły generała Kawaguchiego pomiędzy Bloody Ridge a rzekę Tenaru (wtedy zwaną przez Amerykanów Aligator Creek). Generał Nasu miał atakować z południa wprost na ujście rzeki Lunga. Oddziały generała Sumiyoshi miały uderzać pomiędzy Bloody Ridge a rzeką Matanikau, zaś płk Oka miał przekroczyć Matanikau milę powyżej ujścia, by obejść pozycje Amerykanów i zniszczyć je. Z desantu w okolicach przylądku Koli zrezygnowano, bowiem Hyakutake uznał, że pozostałe siły po prostu rozniosą Amerykanów na bagnetach.
Tymczasem plan zaczął zawodzić niemal od początku. Maruyama utknął w gęstej dżungli, odkładając atak najpierw na 23, potem na 24 października, przy czym cała jego artyleria została na szlaku. Nieświadomy niczego Sumiyoshi rozpoczął atak zgodnie z planem i w ciągu dwóch dni – pozbawiony wsparcia – został rozbity przez czekających nań marines. Gdy wreszcie Maruyama dotarł na pozycje wyjściowe 25 października i uderzył, trwające dwie noce i dwa dni samobójcze szturmy zostały krwawo odparte, podobnie jak ataki Nasu i Oki.
Była to największa bitwa o Lotnisko Hendersona i choć w okresie późniejszym walczono z nie mniejszym natężeniem, październik 1942 roku był momentem przełomowym.

## Bitwy morskie o Guadalcanal

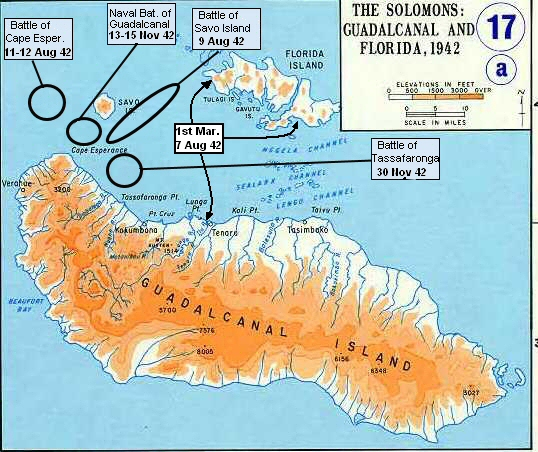
Mapa wyspy Guadalcanal z zaznaczonymi rejonami bitew morskich

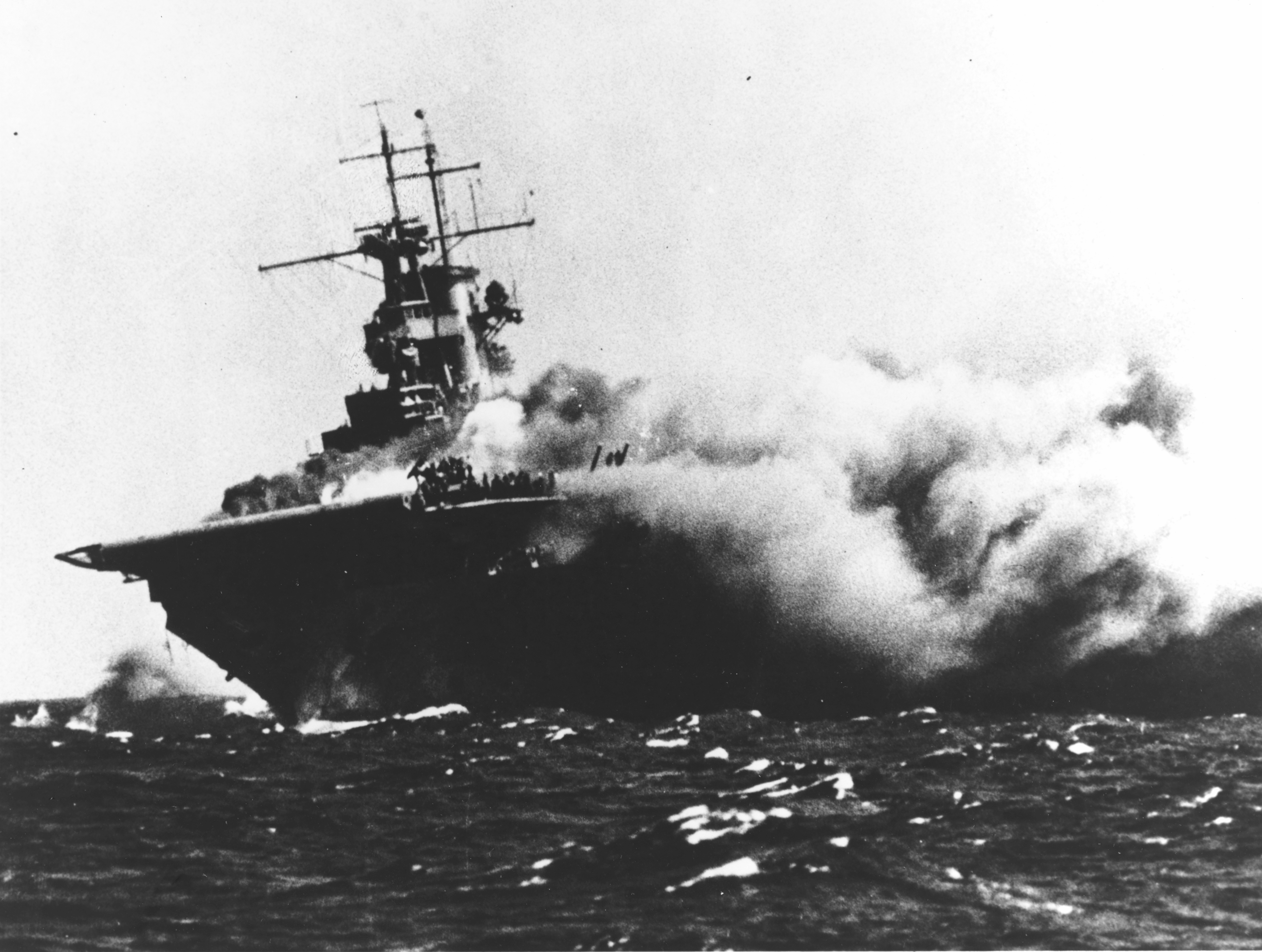
Storpedowany lotniskowiec USS „Wasp”, 15 września 1942

Walki na morzu rozpoczęły się w dniu 8 sierpnia 1942 roku, wkrótce po wysadzeniu desantu przez 1 Dywizję Piechoty Morskiej, rozpoczynając tym samym ciąg bojów marynarki wojennej i lotnictwa obu stron, toczonych głównie na obszarze szerokiej cieśniny pomiędzy północnym wybrzeżem Guadalcanal a wyspą Florida.
W nocy z 8 na 9 sierpnia doszło do bitwy koło wyspy Savo, przy północnym wybrzeżu Guadalcanal. W niespodziewanym nocnym ataku Japończycy zatopili bez strat krążownik australijski (HMAS „Canberra”) i trzy amerykańskie krążowniki ciężkie: USS „Astoria” (CA-34), „Quincy” (CA-34) i „Vincennes” (CA-44). Już po bitwie, 10 sierpnia, japoński krążownik „Kako” został zatopiony przez amerykański okręt podwodny USS S-44 (SS-155) . Japończycy nie zrealizowali najważniejszego zamierzenia operacji, tj. zniszczenia floty inwazyjnej i oddziałów marines na lądzie, mimo że adm. Frank Jack Fletcher, a za nim Richmond Turner wycofali swoje okręty i desant został pozostawiony samemu sobie na kilka dni bez ciężkiego uzbrojenia i lotnictwa. Od października wszystkimi tymi siłami dowodził admirał William F. Halsey. 24 sierpnia miała miejsce lotniczo-morska bitwa koło wschodnich Wysp Salomona. W jej efekcie zatopiono japoński lekki lotniskowiec „Ryūjō” i niszczyciel, kilka okrętów odniosło uszkodzenia.
| Bitwa pod Savo                      | 8 na 9 sierpnia 1942    | Nocna bitwa morska. Największa po Pearl Harbor klęska US Navy w historii.  |
| Bitwa koło wschodnich Wysp Salomona | 24–25 sierpnia 1942     | Dwudniowa bitwa powietrzno-morska. Pierwsza w kampanii bitwa lotniskowców. |
| Bitwa koło przylądka Ésperance      | 11–12 października 1942 | Nocna bitwa morska                                                         |
| Bitwa pod Santa Cruz                | 26 października 1942    | Bitwa lotniskowców, największa bitwa powietrzno-morska kampanii            |
| I bitwa pod Guadalcanalem           | 12–13 listopada 1942    | Nocna, najkrwawsza bitwa morska kampanii                                   |
| II bitwa pod Guadalcanalem          | 14–15 listopada 1942    | Nocna bitwa morska, pierwsze z dwóch starć pancerników wojny na Pacyfiku.  |
| Bitwa pod Tassafarongą              | 30 listopada 1942       | Nocna bitwa morska                                                         |
| Bitwa pod Rennell                   | 29–30 stycznia 1943     | Bitwa powietrzno-morska                                                    |

Ponieważ w dzień Amerykanie panowali w powietrzu dzięki samolotom z lotniska Henderson Field na Guadalcanalu, od końca sierpnia 1942 Japończycy dowozili posiłki dla swoich wojsk walczących na Guadalcanal jedynie nocami, na pokładach szybkich niszczycieli. Takie rejsy zaopatrzeniowe nazwane zostały przez Amerykanów „Tokyo Express”. 15 września Amerykanie utracili lotniskowiec USS „Wasp” (CV-7), zatopiony przez okręt podwodny I-19. W nocy z 11 na 12 października doszło do bitwy koło przylądka Ésperance, na północ od Guadalcanalu. Zatopione zostały w niej po krążownik ciężki „Furutaka” i niszczyciel po stronie japońskiej, oraz jeden amerykański niszczyciel. Inne krążowniki po obu stronach odniosły poważne uszkodzenia.
Do kolejnej bitwy lotniczo-morskiej doszło 26 października koło wysp Santa Cruz, leżących na wschód od Wysp Salomona. Zatopione zostały w niej amerykański lotniskowiec USS „Hornet” i 1 niszczyciel, japoński lotniskowiec „Shōkaku” odniósł poważne uszkodzenia.
W listopadzie Japończycy postanowili wysłać duży transport wojska na wyspę oraz zbombardować z morza lotnisko na Guadalcanalu przez ciężkie okręty. W efekcie doszło do trzydniowej serii nocnych bitew, decydujących dla wyniku kampanii. I bitwa pod Guadalcanalem stoczona została w nocy z 12 na 13 listopada. W walce na najbliższy dystans i w wyniku błędów amerykańskich dowódców, zatopione zostały amerykańskie krążowniki USS „Atlanta” (CL-51) i „„Juneau” (CL-52) oraz kilka niszczycieli z obu stron, a także japoński pancernik „Hiei”.

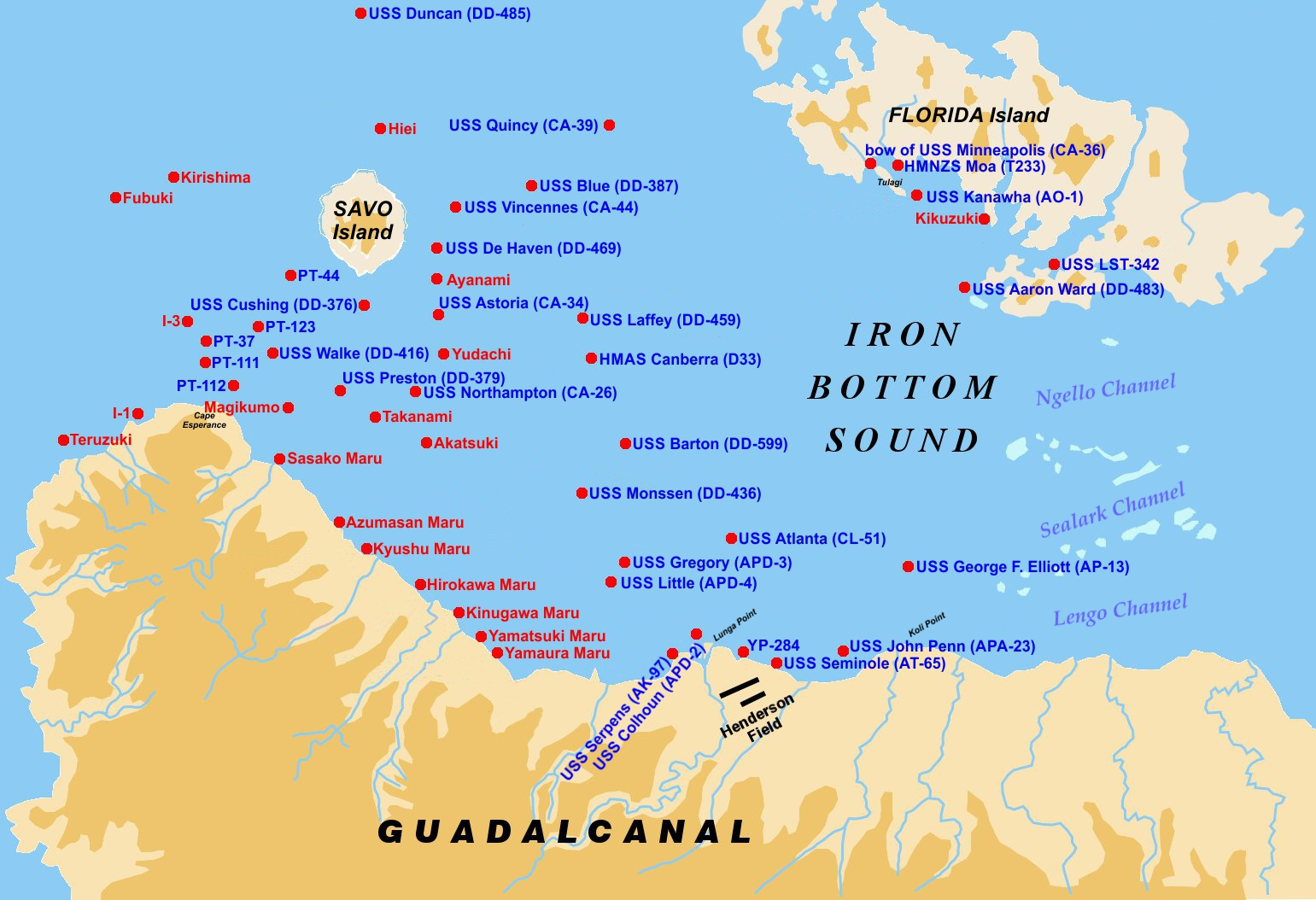
Wraki pomiędzy Guadalcanalem a Floridą

Amerykanie skierowali następnie w pobliże wyspy dwa nowoczesne pancerniki USS „Washington” (BB-56) oraz „South Dakota” (BB-57). 14 listopada amerykańskie lotnictwo z wyspy zatopiło japoński krążownik „Kinugasa” oraz 6 transportowców płynących do wyspy. Dwa dni po pierwszej bitwie, w nocy z 14 na 15 listopada, doszło do II bitwy pod Guadalcanal. W jej trakcie „Washington” zatopił japoński pancernik „Kirishima” oraz kilka niszczycieli z obu stron. Skutkiem całkowitej awarii systemu elektrycznego uszkodzenia bojowe odniósł też amerykański pancernik „South Dakota”. Japończycy stracili przy tym pozostałe 4 transportowce, co zredukowało do minimum ich dalsze możliwości zaopatrywania wyspy.
W nocy z 30 listopada na 1 grudnia 1942 doszło do bitwy z „Tokyo Express” koło przylądka Tassafaronga, na północ od Guadalcanal. Japońskie niszczyciele, przy stracie jednego, zatopiły w ataku torpedowym amerykański ciężki krążownik USS „Northampton” (CA-26) i poważnie uszkodziły 3 dalsze. W ostatniej bitwie powietrzno-morskiej koło wyspy Rennell, z 29 na 30 stycznia, japońskie samoloty z baz lądowych zatopiły amerykański krążownik USS „Chicago” (CA-29).
W toku walk morskich towarzyszących kampanii na Guadalcanal Amerykanie stracili 2 lotniskowce, 6 ciężkich krążowników (w tym 1 australijski), 2 lekkie krążowniki i 14 niszczycieli. Japończycy stracili 1 lotniskowiec, 2 pancerniki, 3 ciężkie krążowniki, 1 lekki krążownik, 11 niszczycieli i 6 okrętów podwodnych. Japońskie straty, pomimo podobnej wielkości, były znacznie bardziej dotkliwe z powodu niewielkich możliwości ich uzupełnienia.
Od liczby zatopionych tam okrętów Amerykanie nazwali akwen pomiędzy wyspą Guadalcanal a położonymi na północ od niej wysepkami Savo i Florida Ironbottom Sound (Cieśniną Żelaznego Dna).

## Dalsze walki
Już w połowie października admirał William Halsey, dowódca floty amerykańskiej na południowym Pacyfiku (COMSOPAC), zaczął przygotowywać wycofanie 1 Dywizji Piechoty Morskiej z pierwszej linii i zastąpienie jej kilkoma dywizjami armijnymi, jednak w pobliżu, a więc do natychmiastowego wykorzystania, znajdowały się jedynie elementy 2 Dywizji Piechoty Morskiej i 164 Pułku Piechoty bez jednego batalionu. Wreszcie 3 listopada zapadła na najwyższym szczeblu decyzja o skierowaniu z Hawajów na Guadalcanal 25. i 43 Dywizji Piechoty oraz pozostałych oddziałów 2 Dywizji Piechoty Morskiej (pod wspólnym dowództwem generała Aleksandra Patcha, do tej pory dowodzącego Dywizją Americal na Nowej Kaledonii). Uzupełnienia przybywały sukcesywnie, tak że przed wycofaniem z Guadalcanal 1 Dywizji Piechoty Morskiej siły amerykańskie na wyspie liczyły 40 tysięcy znakomicie uzbrojonych i wyposażonych ludzi.
Okręty floty japońskiej stacjonowały w tym czasie w zatokach pomiędzy Buin i Rabaulem. 12 listopada amerykańskie samoloty zwiadowcze wykryły w tym rejonie 2 lotniskowce, 4 pancerniki, 5 krążowników ciężkich i 30 niszczycieli, a prócz tego liczne statki transportowe. Na samym tylko kotwicowisku Buin-Faisi-Tonolei znajdowało się 60 okrętów. Japończycy – którzy w październiku używali z powodzeniem swych lotniskowców – nie zdecydowali się jednak wprowadzić ich do walki w listopadzie.
13 listopada Japończycy przeprowadzili ostatnią próbę dostarczenia posiłków na wyspę. Flotylla, w skład której wchodziło 11 transportowców, została zaskoczona w świetle dziennym przez krążowniki amerykańskie i samoloty z Lotniska Hendersona. Siedem transportowców zostało zatopionych, ale cztery pozostałe kontynuowały rejs w kierunku Guadalcanalu. Następnego dnia zostały wykryte przez samoloty podczas wyładunku wojska i zaopatrzenia przy przylądku Tassafaronga, po czym zniszczone przez lotnictwo, artylerię dalekiego zasięgu i działa okrętów. Jednocześnie zmuszono do odwrotu okręty osłony, które miały zamiar ponownie zbombardować Lotnisko Hendersona. Z 10 000 żołnierzy japońskich na Guadalcanalu zdołało wylądować około 4000, jednak bez wystarczających ilości uzbrojenia i żywności.

### Od Matanikau ku Kokumbonie
1 listopada, podjęto ofensywę na zachód z podstaw wyjściowych nad rzeką Matanikau. Celem strategicznym akcji była odległa o około 9 km baza w wiosce Kokumbona. By uniknąć strat, jakie mógł przynieść frontalny atak, wzmocniony 5 Pułkiem Piechoty Morskiej otrzymał wsparcie 3. batalionu 7 Pułku Piechoty Morskiej na lewym skrzydle u stóp wzniesień, a niedawno przybyły z Tulagi i uważany za wypoczęty 2 Pułk Piechoty Morskiej miał uderzać wzdłuż brzegu morza. Przed rozpoczęciem akcji saperzy z 1. batalionu inżynieryjnego zbudowali trzy prowizoryczne mosty przez Matanikau. Atak, wspierany silną nawałą ogniową i bombardowaniem z powietrza, rozpoczął się o godz. 7.00. Czołowe elementy 5 Pułku Piechoty Morskiej sforsowały rzekę i zaczęły przeczesywać stoki nadmorskich wzgórz. 2. batalion nie napotkał zdecydowanego oporu i posuwał się naprzód aż do południa, ale stracił kontakt z posuwającym się bliżej wybrzeża 1. batalionem, który zetknął się z Japończykami okopanymi na stoku urwistego parowu w pobliżu przylądka Cruz i musiał się zatrzymać. Po południu został zluzowany przez 3. batalion 5 Pułku Piechoty Morskiej.
Następnego dnia oba frontowe bataliony zaczęły oskrzydlać okopanych Japończyków, ale po południu dwie kompanie 3. batalionu dostały się pod ogień Japończyków skoncentrowanych między drogą nadbrzeżną a plażą. W tej sytuacji kpt. Erskine Wells, dowódca kompanii I, dał rozkaz ataku na bagnety i wyparł nieprzyjaciela z pozycji. Był to jedyny przypadek ataku na bagnety w wykonaniu Amerykanów w czasie całej kampanii na Guadalcanalu. Najtrudniejszym zadaniem było przełamanie japońskich punktów oporu w parowie, co nastąpiło dopiero 3 listopada. 5 listopada Amerykanie dotarli do punktu odległego o około 5 km od Kokumbony i tam zajęli pozycje. Przeciwnik stracił podczas tej operacji 239 zabitych.

### U przylądka Koli
Na przeciwległym, wschodnim krańcu linii obronnej Amerykanów, podjęto – siłami 7 Pułku Piechoty Morskiej i pozostałych batalionów 164 Pułku Piechoty – próbę likwidacji sił japońskich na przylądku Koli. Akcję znad ujścia Tenaru rozpoczął 2 listopada 2. batalion 7 Pułku Piechoty Morskiej pod dowództwem ppłk. Hermana Hanekena. Po forsownym nocnym marszu batalion okopał się wzdłuż plaży na wschód od rzeczki Metapona. Tymczasem, niemal tuż przed pozycjami Amerykanów, japońska 17 Armia wysadziła na przylądku Koli, koło wioski Tetere, desant w sile batalionu (1500 żołnierzy); jego zadaniem było nawiązanie kontaktu z własnymi oddziałami płk. Toshinari Shoji w rejonie i rozpoznanie możliwości budowy lotniska polowego. Ulewny deszcz podtopił amerykańskie radiostacje, więc Hanneken nie był w stanie ostrzec swych przełożonych na przylądku Lunga o zaistniałej sytuacji.
Walki rozpoczęły się 3 listopada. Japończycy ostrzelali gęstym i skutecznym ogniem artylerii pozycje Amerykanów, skutkiem czego Hanneken nakazał wycofanie się za Metapona, gdzie na oczach atakujących Japończyków utworzono linię obrony. W chwili, gdy nieprzyjaciel uderzył także od tyłu, na krótko udało się przywrócić łączność, dzięki czemu gen. Vandegrift mógł natychmiast podesłać uzupełnienia w postaci 1. batalionu 7 Pułku Piechoty Morskiej i elementów dowództwa pułku z zastępcą dowódcy dywizji gen. Rupertusem na czele, a także wysłał wsparcie lotnicze, które okazało się jednak błędem, ponieważ samoloty ostrzelały pozycje Hannekena, który w tej sytuacji wycofał się nad brzeg rzeczki Nalimbiu, gdzie przy wsparciu artylerii i dział okrętowych utrzymał pozycję.
Po otrzymaniu uzupełnień i broni ciężkiej Amerykanie zdołali oskrzydlić japoński przyczółek, który został zdobyty 12 listopada. Z około 1500 ludzi, którzy lądowali na przyczółku, do resztek oddziałów japońskich za wzgórzami Austen dotarła połowa.

### Rajd Aola-Austen

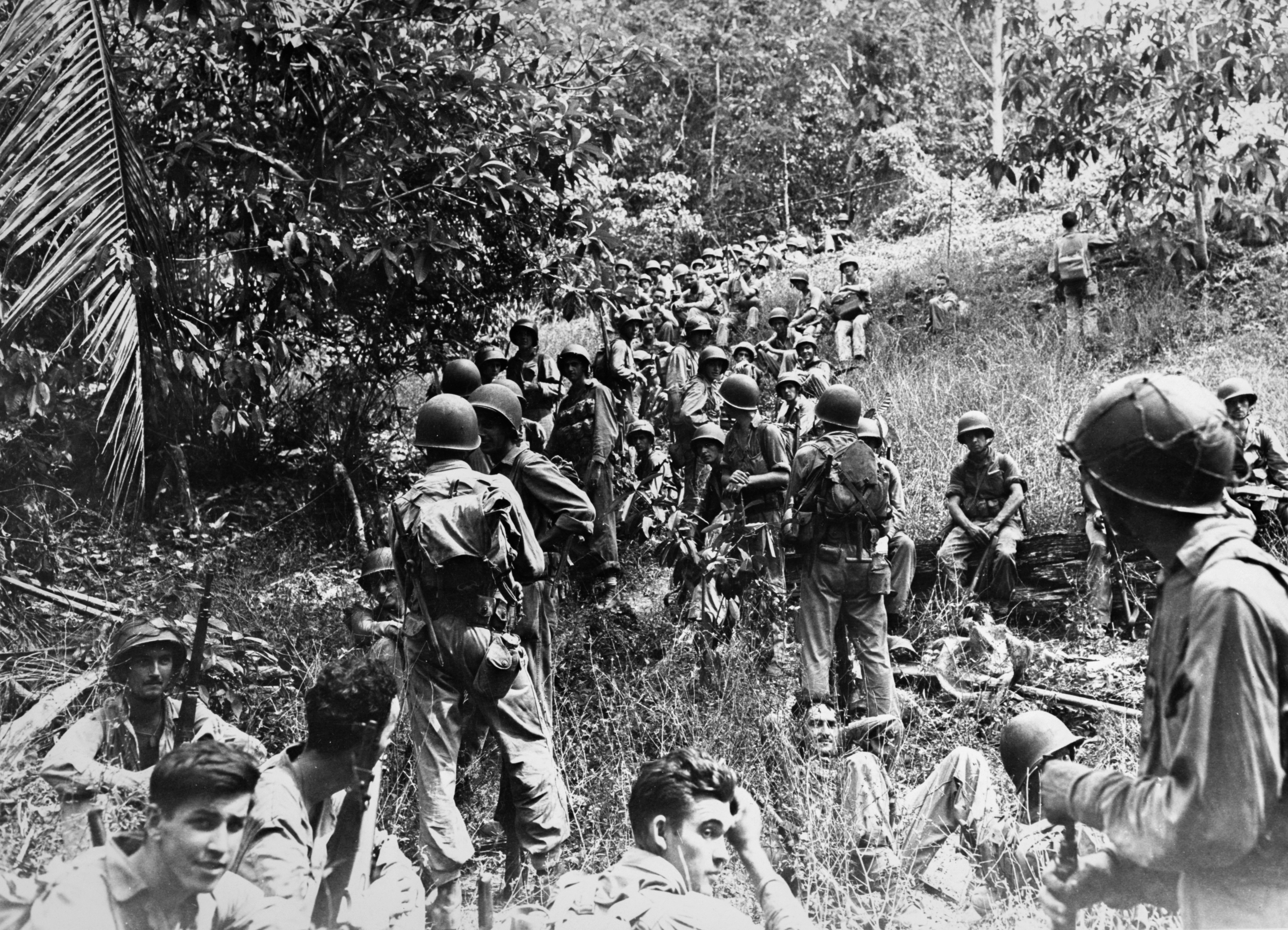
Odpoczynek w czasie walk o wzgórza Austen

Chcąc odciąć Japończykom drogi odwrotu gen. Vandegift poprosił adm. Turnera o odstąpienie trzymanego dotąd w odwodzie 2. batalionu szturmowego (2nd Raider Battalion). Dowodzony przez ppłk. Evansa Carlsona batalion (przewodnikiem był Jacob Vouza) wylądował 2 listopada w Zatoce Aola, około 45 km na wschód od przyczółka. Po 30-dniowym forsownym marszu przez dżunglę i pasmo wzgórz Austen batalion wrócił na przyczółek informując o zlikwidowaniu licznych stanowisk artylerii i zabiciu 488 żołnierzy nieprzyjaciela.

## Akcja oczyszczająca
9 grudnia 1942 roku 1 Dywizja Piechoty Morskiej została ostatecznie wycofana z Guadalcanalu i odesłana na wypoczynek do Melbourne. Nowy dowódca na Guadalcanalu, gen. Patch (ówcześnie dowódca XIV Korpusu w składzie: Americal, 25. i 43 Dywizja Piechoty i 2 Dywizja Marines), otrzymał informacje wywiadu, że na wyspie znajduje się wciąż 25 000 Japończyków, głównie w rejonie wzgórz Galloping Horse i Seahorse („Galopujący Koń” i „Konik morski” – takie nazwy nadano wzniesieniom po obejrzeniu zdjęć lotniczych), którzy są ciągle zaopatrywani przez „Tokyo Express”. Jego sztabowcy uznali, że dla bezpieczeństwa Lotniska Hendersona zadaniem najwyższej wagi jest zdobycie wzgórz, z których Japończycy wciąż mieli możliwość przeprowadzenia ataku w samo serce amerykańskiego przyczółka.
Walki, rozpoczęte w końcu grudnia i zakończone 24 stycznia 1943 roku zdobyciem bazy w Kokumbona, kosztowały armię 120 zabitych i 268 rannych, ale wzgórza i nadmorska baza zostały oczyszczone, zajęte i włączone do przyczółka. Teraz cała niemal wyspa na południe i wschód od Kokumbona znajdowała się w amerykańskim posiadaniu. Planowane uderzenie na północny zachód opóźniły nieco mylne doniesienia wywiadu o przygotowywanym kontruderzeniu Japończyków, którzy w rzeczywistości zdołali zmylić czujność Amerykanów i ewakuować z wyspy ostatnie 10 tysięcy pozostałych przy życiu ludzi w dniach 23 stycznia – 9 lutego 1943 roku do Rabaulu z przesiadką na Wyspach Russella. 9 lutego generał Patch mógł zameldować o zdobyciu Guadalcanal.
Straty japońskie w okresie całej kampanii wyniosły ponad 25 tysięcy ludzi (w tym około 9 tysięcy zmarłych z głodu, wycieńczenia i chorób tropikalnych, przede wszystkim malarii). Amerykanie stracili około 1600 zabitych i 4700 rannych (do strat zaliczyć także należy blisko 300 zmarłych z przyczyn pozabitewnych – malaria, ameboza, grzybice i inne choroby, głównie przewodu pokarmowego), a około 100 odesłano do domu z powodu urazów psychicznych.

## Znaczenie walk o Guadalcanal

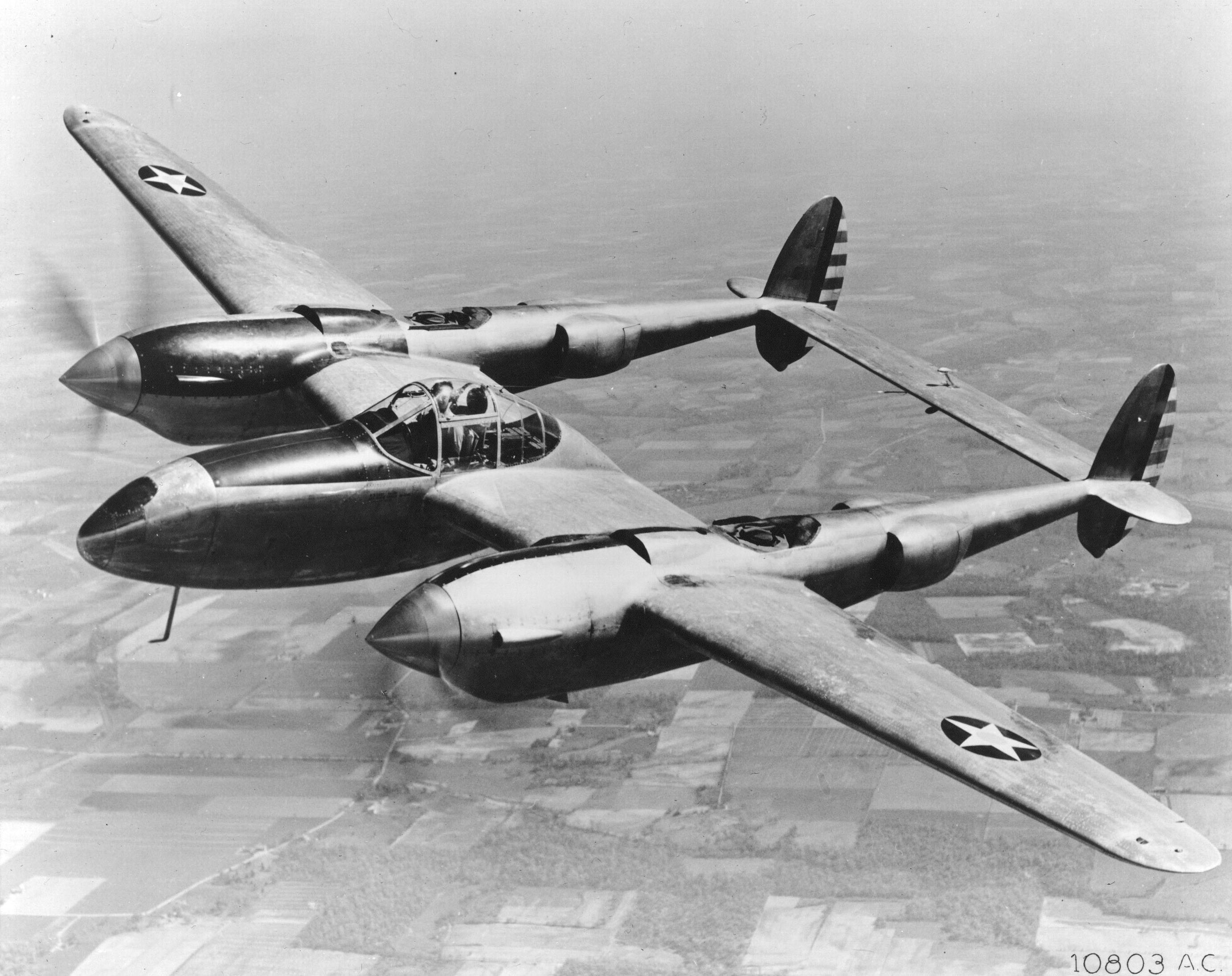
Lockheed P-38 Lightning

Kampania na wyspach Salomona była najbardziej długotrwałą i zaciętą kampanią całej wojny na Pacyfiku. W jej ramach miało miejsce siedem dużych starć morskich, pięć z nich prowadzonych głównie bezpośrednio okręt przeciw okrętowi podczas działań nocnych, dwa pozostałe zostały rozstrzygnięte przez działania lotnictwa w ciągu dnia. Ironbottom Sound (Cieśnina Żelaznego Dna) – nazwa nadana przez Amerykanów wodom na których odbyła się większość masakry dobrze oddaje skalę destrukcji w tej kampanii. Marynarka amerykańska utraciła w niej 24 duże okręty, marynarka japońska identyczną liczbę jednostek. Stany Zjednoczone straciły 436 samolotów, Japonia 440. Duże były też straty ludzkie. Na lądzie korpus Marines i armia amerykańska straciły 1592 żołnierzy, US Navy zaś 5000 marynarzy w morzu. Japonia zaś 20 800 żołnierzy na lądzie i około 4000 marynarzy w morzu
|                                  | Alianci                          | Alianci | Japonia | Japonia |
|                                  |                                  | Tonaż   |         | Tonaż   |
| -------------------------------- | -------------------------------- | ------- | ------- | ------- |
| Pancerniki                       | 0                                |         | 2       | 73 200  |
| Ciężkie krążowniki               | 6                                | 76 600  | 3       | 31 500  |
| Krążowniki lekkie                | 2                                | 16 800  | 1       | 5 700   |
| Niszczyciele                     | 14                               | 22 815  | 11      | 20 930  |
| Okręty podwodne                  | 0                                |         | 6       | 11 300  |
| Lotniskowce                      | 2                                | 44 600  | 1       | 12 700  |
| Ogółem                           | 24                               | 160 815 | 24      | 155 330 |
| Straty osobowe US Navy           | Straty osobowe US Navy           | 5 041   |         |         |
| Straty osobowe US Marines / Army | Straty osobowe US Marines / Army | 1 592   |         |         |

Była to pierwsza lądowa kampania amerykańska w wojnie z Japonią. Kampania prowadzona w trudnym terenie, w niesprzyjających warunkach klimatycznych i przeciwko bijącemu się z determinacją do końca przeciwnikowi. Była to jednocześnie kampania, która obaliła mit o niezwyciężoności armii japońskiej i pozwoliła społeczeństwu w USA odzyskać wiarę w swoich żołnierzy. Była pierwszą udaną operacją desantową tej wojny i początkiem dalszej ofensywy w kierunku Japonii. Lotnisko Hendersona stało się najważniejszą bazą lotniczą w tym regionie (stąd m.in. wystartowały 18 kwietnia 1943 roku myśliwce P-38, które zestrzeliły samolot admirała Yamamoto nad Wyspą Bougainville’a) i podstawą rajdów bombowych przeciwko wielkiej bazie japońskiej w Rabaulu.
Doświadczenia zdobyte podczas walk na Guadalcanalu zostały w przyszłości wykorzystane przez sztabowców amerykańskich przy planowaniu dalszych operacji desantowych na Pacyfiku. Choroby tropikalne, na jakie zapadali w czasie kampanii żołnierze, zmusiły do wprowadzenia szczepień ochronnych i zaopatrzenia szpitali polowych w środki do zwalczania wielu, nieznanych często do tej pory, schorzeń. W krótkim czasie po zajęciu pobliskich wysepek archipelagu Russella zbudowano tam (na wyspie Banika) wielką bazę naprawczo-zaopatrzeniową ze szpitalami i sanatoriami dla rekonwalescentów, co zmniejszyło w sposób znaczący śmiertelność wśród walczących w obszarze Wysp Salomona.
Najważniejszym jednak osiągnięciem (jak to widziano w COMSOPAC) było odepchnięcie Japonii od szlaków żeglugowych, wiodących z Ameryki do Nowej Zelandii i Australii.
Kampania na Salomonach, była ostatnią japońską kampanią aż do października 1944 roku, w której Japonia zaangażowała swoje ciężkie okręty w bitwie. Było to w dużej mierze efektem załamania morale w japońskiej marynarce, która w krwawych bitwach została pozbawiona najlepiej wyszkolonych i najbardziej doświadczonych pilotów oraz szeregu ważnych okrętów, a także po raz pierwszy odkryła wagę przewagi technologicznej jaką zapewniał amerykańskiej marynarce radar. Wśród żołnierzy marines walczących na Guadalcanalu wykształciło się przekonanie, że to oni wygrali Stanom Zjednoczonym kampanię na Guadalcanalu, jest jednak bezspornym, że to krwawe walki amerykańskiej marynarki umożliwiły utrzymanie dostaw zaopatrzenia dla marines na wyspę, i uniemożliwiły odpowiadające im dostawy dla wojsk japońskich. Brak zaangażowania amerykańskiej floty na wodach między Guadalcanalem a wyspą Florida, spowodowałby nieunikniony upadek marines na Guadalcanalu.

## Walki o Guadalcanal w sztuce
- O walkach opowiada film wojenny Cienka czerwona linia (ang. The Thin Red Line) z roku 1998 w reżyserii Terrence’a Malicka. Scenariusz Cienkiej czerwonej linii został oparty na powieści Jamesa Jonesa.
- Na podstawie wspomnień weteranów powstał też serial telewizyjny Pacyfik, którego dwa pierwsze odcinki związane są z walkami na Guadalcanalu.
- Atmosferę bojów o Guadalcanal z japońskiego punktu widzenia oddaje poemat Gadarukanaru-sen Shishū, napisany przez Yoshidę Kashichiego, podoficera, któremu udało się przeżyć zmagania na wyspie. Oto fragment:

„Nieważne jak daleko idziemy,

Nie wiemy gdzie zdążamy

Przeciskając się przez ciemną gęstwinę.

Kiedy skończy się ten marsz?

Ukrywamy się za dnia,

A idziemy nocą

Przez dżungle Guadalcanalu.

Ryż się skończył,

Jemy korzonki i trawę.

Liście kryją szlak, a my gubimy drogę

Potykając się i przewracając w błocie.

Krew cieknie z naszych ran, bandaży nie ma;

Muchy ją piją, a nam brak sił

By je odganiać.

Upaść i nie wstać więcej.

Ileż razy myślałem o samobójstwie…”.